# Jeanine Áñez
Jeanine Áñez Chávez (født 13. juni 1967) er en boliviansk politiker og advokat, der fungerede midlertidigt som præsident i Bolivia 2019 til 2020. Áñez var før da senator fra det nordøstlige departement Beni fra 2010 til 2019.
Hun var Bolivias anden kvindelige præsident efter Lidia Gueiler Tejada.
Áñez blev født i mestiz-middelklassefamilie i byen San Joaquín i Beni. Hun studerede til jurist ved det autonome universitet i Beni José Ballivián. Hun etablerede en karriere inden for medierne, arbejdede hun som studievært og senere direktør for Totalvisión. Da hun gik ind i politik, sluttede hun sig til Movimiento Demócrata Social (den demokratiske sociale bevægelse) og fungerede som medlem af den konstituerende forsamling mellem 2006 og 2008. I 2010 blev hun valgt til Bolivias senat. Som senator fokuserede meget af sit arbejde på kvinders rettigheder, især håndteringen af vold mod kvinder. Áñez var kritisk over for præsident Evo Morales' regering med partiet Movimiento al Socialismo (MAS, Bevægelsen for socialisme), for det, hun opfattede som dens mangel på økonomisk gennemsigtighed og krænkelser af menneskerettighederne i Bolivia. Efter et mislykket forsøg på at blive guvernør i Beni i 2012, blev hun valgt til posten som anden viceformand for senatet i 2019.
Efter parlamentsvalget i 2019 og den deraf følgende uro, trådte Morales tilbage og gik i eksil. Áñez blev indsat som præsident ved en session i Bolivias parlament, som MAS mente var ulovlig på grund af dens mangel på beslutningsdygtighed. Bolivias forfatningsdomstol fastslog at Áñez' udnævnelse var forfatningsmæssig. Som reaktion på uroligheder udstedte Áñez et dekret om at fritage politi og militær for strafansvar ved håndteringen af demonstranter. 36 pro-Morales-demonstranter blev efterfølgende dræbt af sikkerhedsstyrker. Áñez' regering iværksatte undersøgelser af påstået korruption og forseelser begået af MAS-politikere, opsagde Bolivias tætte forbindelser til de socialistiske regeringer i Cuba, Venezuela og Nicaragua og indførte foranstaltninger til at reagere på COVID-19-pandemien. Hun stillede op til parlamentsvalget i 2020 for JUNTOS (Sammen), en stor højreorienteret politisk alliance, men opgav sit kandidatur en måned før valget. MAS-kandidaten Luis Arce vandt valget og efterfulgte Áñez som præsident. I 2021 blev Áñez anholdt og sigtet for kriminelle handlinger i forbindelse med massakrerne, der fandt sted i løbet af de første dage af hendes præsidentskab, et skridt, som repræsentanter for bl.a. Human Rights Watch og Organisationen af Amerikanske Stater betegnede som politisk forfølgelse.